# Guy Verhofstadt
Guy Maurice Marie Louise Verhofstadt (wym. [ˈɣi: vəɾˈɦɔfstɑt]ⓘ; ur. 11 kwietnia 1953 w Dendermonde) – belgijski i flamandzki polityk, deputowany krajowy, wicepremier i minister, premier Belgii w latach 1999–2008, poseł do Parlamentu Europejskiego VII, VIII i IX kadencji, przewodniczący frakcji ALDE w latach 2009–2019.
Brat belgijskiego teoretyka liberalizmu Dirka Verhofstadta. Deklaruje się jako zwolennik koncepcji powołania Stanów Zjednoczonych Europy, co przedstawił w opublikowanej w 2005 książce Verenigde Staten van Europa.

## Życiorys

### Wykształcenie i działalność polityczna do 1999
Studiował prawo na Uniwersytecie Gandawskim. W latach 1972–1974 sprawował funkcję przewodniczącego studenckiej organizacji Liberaal Vlaams Studentenverbond. Wkrótce został sekretarzem Willy’ego De Clercqa, przewodniczącego flamandzkich liberałów (PVV). W latach 1977–1983 był radnym Gandawy.
W 1982 objął stanowisko przewodniczącego tego ugrupowania, kierował nim do 1985. W 1985 został wybrany w skład Izby Reprezentantów, w której zasiadał do 1995. Następnie cztery lata wykonywał mandat senatora.
Również w 1985 został powołany w skład rządu Wilfrieda Martensa. W dwóch kolejnych gabinetach tego premiera do 1988 zajmował stanowiska wicepremiera oraz ministra budżetu, polityki naukowej i planowania. W 1989 ponownie stanął na czele PVV. W 1992 na bazie tej formacji utworzył partię pod nazwą Flamandzcy Liberałowie i Demokraci (VLD), do której dołączyli również liczni politycy z innych ugrupowań. Kierował nią do 1995 i ponownie w latach 1997–1999.

### Premier Belgii
W wyborach parlamentarnych w 1999 partia VLD została największą frakcją w parlamencie. Guy Verhofstadt ponownie został wówczas członkiem Senatu (mandat utrzymywał w 2003 i 2007). W 1999 sformował koalicję rządową z udziałem flamandzkich liberałów, ugrupowań ekologicznych oraz bloku liberalnych i centrowych partii walońskich. 12 lipca 1999 został mianowany premierem Belgii. Stanął na czele pierwszego od 1958 gabinetu, w którym nie znaleźli się członkowie chrześcijańskiej demokracji oraz pierwszym premierem rządu z działaczami partii zielonych w Belgii. W 2003 opowiedział się przeciwko inwazji na Irak.
Po wyborach w 2003 stworzył 12 lipca 2003 swój drugi rząd z udziałem liberałów i socjalistów. We flamandzkich wyborach regionalnych z 13 lipca 2004 jego ugrupowanie straciło część wyborców, zajmując trzecie miejsce we Flandrii. W 2004 był wymieniany jako jeden z pretendentów na przewodniczącego Komisji Europejskiej, jednak jego kandydatura została zablokowana przez rządy Wielkiej Brytanii i Włoch.
W wyborach krajowych z 10 czerwca 2007 Flamandzcy Liberałowie i Demokraci zdobyli 18 miejsc w 150-osobowej Izbie Reprezentantów, tworząc czwarty co do wielkości klub poselski. Misję utworzenia nowego rządu otrzymał chadek Yves Leterme, zrezygnował z niej 1 grudnia 2007 z uwagi na brak porozumienia. W tej sytuacji król Albert II na początku grudnia powierzył zadanie powołania tymczasowego gabinetu dotychczasowemu premierowi. 21 grudnia 2007 trzeci rząd Guya Verhofstadta został oficjalnie zaprzysiężony. 23 grudnia tego samego roku parlament stosunkiem głosów 97 za i 46 przeciw udzielił mu wotum zaufania. Mandat został udzielony na czas do 23 marca 2008, kiedy to premierem miał zostać Yves Leterme. Głównym zadaniem rządu stało się uchwalenie budżetu i stabilizacja sceny politycznej po najdłuższym w historii kraju, trwającym 196 dni, procesie formowania gabinetu.
18 marca 2008 pięć partii belgijskich zawarło nowe porozumienie koalicyjne. 20 marca tego samego roku Yves Leterme z Chrześcijańskich Demokratów i Flamandów, stanął na czele nowego gabinetu.

### Działalność od 2008
W 2009 został wybrany do Parlamentu Europejskiego VII kadencji. 30 czerwca 2009 powołano go na funkcję przewodniczącego grupy Porozumienia Liberałów i Demokratów na rzecz Europy. W PE zasiadł także w Komisji Spraw Konstytucyjnych. W 2014 uzyskał europarlamentarną reelekcję. W wyborach tych był kandydatem europejskich liberałów na urząd przewodniczącego Komisji Europejskiej. Pozostał przewodniczącym frakcji ALDE również w VIII kadencji PE.
W listopadzie 2017 określił uczestników Marszu Niepodległości mianem faszystów, neonazistów i białych suprematystów, co spotkało się z krytyką różnych polskich środowisk i zapowiedzią pozwów przeciwko politykowi.
W wyborach w 2019 ponownie uzyskał mandat posła do Parlamentu Europejskiego, który wykonywał do 2024. W 2023 objął funkcję przewodniczącego Ruchu Europejskiego.

## Skład rządów

### Pierwszy rząd (1999–2003)
- premier: Guy Verhofstadt (VLD)
- wicepremier, minister zatrudnienia: Laurette Onkelinx (PS)
- wicepremier, minister spraw zagranicznych: Louis Michel (PRL)
- wicepremier, minister budżetu, integracji i ekonomii społecznej: Johan Vande Lanotte (SP)
- wicepremier, minister mobilności i transportu: Isabelle Durant (Ecolo), do 5 maja 2003
- wicepremier, minister spraw konsumentów, zdrowia publicznego i środowiska: Magda Aelvoet (Agalev), od 28 sierpnia 2002 Jef Tavernier (Agalev)
- minister spraw wewnętrznych: Antoine Duquesne (PRL)
- minister spraw społecznych i emerytur: Frank Vandenbroucke (SP)
- minister służb publicznych i modernizacji władz lokalnych: Luc Van den Bossche (SP)
- minister obrony: André Flahaut (PS)
- minister rolnictwa i klasy średniej: Jaak Gabriëls (VLD), do 10 lipca 2001
- minister sprawiedliwości: Marc Verwilghen (VLD)
- minister finansów: Didier Reynders (PRL)
- minister telekomunikacji i przedsiębiorstw publicznych: Rik Daems (VLD)
- minister gospodarki i badań naukowych: Rudy Demotte (PS), od 8 kwietnia 2000 Charles Picqué (PS)
- minister przy ministrze badań naukowych: od 5 maja 2003 Yvan Ylieff (PS)

### Drugi rząd (2003–2007)
Skład do 18 lipca 2004
- premier: Guy Verhofstadt (VLD)
- wicepremier, minister zatrudnienia: Laurette Onkelinx (PS)
- wicepremier, minister spraw zagranicznych: Louis Michel (PRL)
- wicepremier, minister budżetu i przedsiębiorstw publicznych: Johan Vande Lanotte (SP)
- wicepremier, minister spraw wewnętrznych: Patrick Dewael (VLD)
- minister finansów: Didier Reynders (PRL)
- minister pracy i emerytur: Frank Vandenbroucke (SP)
- minister obrony: André Flahaut (PS)
- minister współpracy na rzecz rozwoju: Marc Verwilghen (VLD)
- minister gospodarki, energii, handlu zagranicznego i nauki: Fientje Moerman (VLD)
- minister spraw społecznych i zdrowia: Rudy Demotte (PS)
- minister mobilności i gospodarki społecznej: Bert Anciaux (Spirit)
- minister służb publicznych, integracji społecznej i mieszkalnictwa: Marie Arena (PS)
- minister rolnictwa, małej i średniej przedsiębiorczości w tym samozatrudnienia: Sabine Laruelle (MR)
- minister środowiska, spraw konsumentów i zrównoważonego rozwoju: Freya Van den Bossche (SP)

Skład od 18 lipca 2004
- premier: Guy Verhofstadt (VLD)
- wicepremier, minister zatrudnienia: Laurette Onkelinx (PS)
- wicepremier, minister budżetu i przedsiębiorstw publicznych: Johan Vande Lanotte (SP), od 15 października 2005 Freya Van den Bossche (SP)
- wicepremier, minister spraw wewnętrznych: Patrick Dewael (VLD)
- wicepremier, minister finansów: Didier Reynders (PRL)
- minister spraw zagranicznych: Karel De Gucht (VLD)
- minister pracy i informatyzacji: Peter Vanvelthoven (SP)
- minister obrony: André Flahaut (PS)
- minister środowiska i emerytur: Bruno Tobback (SP)
- minister współpracy na rzecz rozwoju: Armand De Decker (MR), do 15 lipca 2007
- minister gospodarki, energii, handlu zagranicznego i nauki: Marc Verwilghen (VLD)
- minister spraw społecznych i zdrowia: Rudy Demotte (PS), od 20 lipca 2007 Didier Donfut (PS)
- minister mobilności: Renaat Landuyt (SP)
- minister służb publicznych, integracji społecznej i mieszkalnictwa: Christian Dupont (PS)
- minister rolnictwa, małej i średniej przedsiębiorczości w tym samozatrudnienia: Sabine Laruelle (MR)

### Rząd przejściowy (2007–2008)
- premier: Guy Verhofstadt (Open VLD)
- wicepremier, minister finansów i reformy instytucjonalnej: Didier Reynders (MR)
- wicepremier, minister budżetu, mobilności i reformy instytucjonalnej: Yves Leterme (CD&V)
- minister spraw społecznych i zdrowia publicznego: Laurette Onkelinx (PS)
- minister spraw wewnętrznych: Patrick Dewael (Open VLD)
- minister spraw zagranicznych: Karel De Gucht (Open VLD)
- minister gospodarki, samozatrudnienia i rolnictwa: Sabine Laruelle (MR)
- minister emerytur i integracji społecznej: Christian Dupont (PS)
- minister zatrudnienia: Josly Piette (cdH)
- minister sprawiedliwości: Jo Vandeurzen (CD&V)
- minister obrony: Pieter De Crem (CD&V)
- minister klimatu i energii: Paul Magnette (PS)
- minister współpracy na rzecz rozwoju: Charles Michel (MR)
- minister służb i przedsiębiorstw publicznych: Inge Vervotte (CD&V)

## Odznaczenia
- Wielka Wstęga Orderu Leopolda (Belgia, 2008)[10]
- Krzyż Wielki Orderu Zasługi Republiki Włoskiej (1986)[17]
- Krzyż Wielki Orderu Gwiazdy Rumunii (2001)[18]
- Krzyż Wielki Orderu Zasługi Rzeczypospolitej Polskiej (2004)[19]